# Gustav Eichhorn (Prähistoriker)
Gustav Friedrich Otto Eichhorn (* 21. Mai 1862 in Eisfeld; † 15. Oktober 1929 in Jena) war ein deutscher Mediziner und Prähistoriker, Professor an der Universität Jena, langjähriger Leiter des  Germanischen Museums der Universität Jena und einer der Begründer der staatlichen Bodendenkmalpflege in Thüringen.

## Leben
Gustav Eichhorn wurde am 21. Mai 1862 als Sohn eines Pfarrers in Eisfeld geboren. Nach dem Besuch der preußischen Landesschule in Pforta (heute Schulpforta) bei Kösen (ab 1876) besuchte er ab 1879 das Gymnasium in Jena. Danach studierte er von 1882 bis 1887 Medizin in Jena, legte 1887 die ärztliche Staatsprüfung ab und wurde zum Dr. med. promoviert. Nach mehreren Anstellungen als Assistenzarzt war er ab 1889 als praktischer Arzt in Jena tätig.
Seinem Interesse für die heimische Archäologie folgend hatte Eichhorn während seines Studiums auch Lehrveranstaltungen zur Ur- und Frühgeschichte bei Friedrich Klopfleisch besucht. Nach dessen Tod 1898 betreute Eichhorn ab 1900 zunächst ohne Vergütung und ab 1902 als Konservator die ur- und frühgeschichtliche Sammlung der Universität Jena. Nachdem er sie schon 1901 neu aufgestellt hatte, konnte das Museum 1904 aus den zu eng gewordenen Räumen im Schlossturm in das alte Collegium Jenense umziehen. Eichhorn verlieh der Sammlung einen rein prähistorischen Charakter, indem er die historischen Inventarstücke gegen die prähistorischen Funde aus dem Stadtmuseum tauschte.
Bald nach dem Beginn seiner Tätigkeiten für das Museum ging er an die Einrichtung des „Archivs für vor- und frühgeschichtliche Fundnachrichten“. Dies sind die Anfänge einer zentralen Bodendenkmalpflege in dem politisch stark zersplitterten Thüringen. Hervorzuheben sind die Ausgrabungen des Gräberfelds von Großromstedt, die zusammen mit Philipp Kropp zwischen 1907 und 1913 sowie 1926 und 1928 erfolgten, und dessen Material von Eichhorn bereits 1927 monographisch vorgelegt wurde. Des Weiteren führte er mehrere Rettungsgrabungen im Bereich um Jena durch und widmete sich der Aufarbeitung und Vorlage der Grabungen Klopfleischs.
1918 übernahm Eichhorn als Vorstand die selbständige Verwaltung des Germanischen Museums. Gleichzeitig erhielt er die Erlaubnis zur Abhaltung von Vorlesungen über Vor- und Frühgeschichte. 1922 wurde seine Lehrerlaubnis in einen Lehrauftrag für das Fach der Prähistorie umgewandelt und damit erhielt er erstmals auch eine Vergütung für seine Lehrtätigkeit. Ab 1925 war Eichhorn mit anderen Archäologen, darunter Alfred Auerbach, Alfred Götze und Georg Florschütz, maßgeblich an der Erarbeitung des Entwurfs zu einem Thüringischen Heimatschutzgesetz, Abschnitt Grabungen und Funde, beteiligt. Am 31. März 1927 wurde ihm für seinen Einsatz der Titel eines ordentlichen Honorarprofessors verliehen. Bereits 1926 war von der Philosophischen Fakultät das Promotionsrecht im Haupt- und Nebenfach Ur- und Frühgeschichte geschaffen worden.
In der kurzen Zeit seiner Lehrtätigkeit hatte Eichhorn zahlreiche Schülern und Schülerinnen, zu nennen sind hier Herbert Jankuhn und Gotthard Neumann als sein Nachfolger als Professor und Museumsleiter. Eichhorn konnte jedoch nur eine von ihnen, Hildegard Knack, 1928 mit einer Arbeit über „Die Latènekultur in Thüringen“ promovieren. Knack, die ab Ostern 1924 Prähistorie im Hauptfach studierte, gehörte zu den ersten Frauen, die den Doktortitel im Fach Ur- und Frühgeschichte erlangten.
Alle diese Tätigkeiten in Forschung, Lehre und in der bei der Leitung und dem Ausbau des Museums führte Eichhorn nebenamtlich zu seiner Arbeit als praktischer Arzt und ab 1913 Sanitätsrat aus. Darüber hinaus verwendete er erhebliche eigene Mittel auf die Entwicklung des Museums und der Anstalt für Vor- und Frühgeschichte. Bereits seit 1928 schwer erkrankt, starb Gustav Eichhorn am 15. Oktober 1929 in Jena.

## Schriften (Auswahl)
- Das Germanische Museum zu Jena. In: Zeitschrift des Vereins für Thüringische Geschichte und Altertumskunde. NF Bd. 13 = 21, 1903, ISSN 0943-9846, S. 403–404.
- Aus der Jenaer Gesellschaft für Urgeschichte. In: Zeitschrift des Vereins für Thüringische Geschichte und Altertumskunde. NF Bd. 13 = 21, 1903, S. 404–408.
- Die vor- und frühgeschichtlichen Funde der Grafschaft Camburg. In: Zeitschrift des Vereins für Thüringische Geschichte und Altertumskunde. NF Bd. 14 = 22, 1904, S. 97–144, S. 269–330.
- Die Ausgrabung des Nienstedter Grabhügels durch Professor Klopfleisch aus Jena. In: Jahresschrift für die Vorgeschichte der sächsisch-thüringischen Länder. 7, 1908, ISSN 0138-4902, S. 85–94 Tafeln 11–14.
- Depotfund im Münchenrodaer Grund bei Jena. In: Zeitschrift für Ethnologie. Bd. 40, 1908, S. 194–200.
- Der Grabfund zu Dienstedt bei Remda (Grossh. Sachsen-Weimar.). In: Zeitschrift für Ethnologie. Bd. 40, 1908, S. 902–914.
- Die paläolithischen Funde von Taubach in den Museen zu Jena und Weimar. Festschrift zum 350-jährigen Jubiläum der Universität Jena. Fischer, Jena 1909.
- Tafeln zur Vor- und Frühgeschichte Thüringens. Mit 224 photographischen Aufnahmen vor- und frühgeschichtlicher Altertümer nach Epochen geordnet und erläutert. H. W. Schmidts Verlagsbuchhandlung Gustav Tauscher, Jena 1910.
- Die Funde vom Hausberg im Germanischen und städtischen Museum zu Jena. In: Der Hausberg und die Fuchsturmgesellschaft. Festschrift zur Feier des fünfzigjährigen Bestehens der Gesellschaft im Sommer 1911. Verlag der Fuchsturmgesellschaft, Jena 1911, S. 69–80, Tafeln 5–6.
- Der Urnenfriedhof auf der Schanze bei Großromstedt (= Mannus-Bibliothek. 41, ISSN 0720-7158). Kabitzsch, Leipzig 1927.
- Ein Merowingergrab aus der Burgauer Kiesgrube bei Jena. In: Festgabe für den 70jährigen Gustav Kossinna von Freunden und Schülern (= Mannus. Ergänzungsbd. 6). Kabitzsch, Leipzig 1928, ISSN 0025-2360, S. 151–159.
- Führer durch die Sammlungen des Germanischen Museums der Universität Jena. Germanisches Museum der Universität Jena, Jena 1929.
- Die Entdeckung der Wallburg auf dem Jenzig bei Jena durch Klopfleisch, seine Ausgrabungen auf dem Bergplateau und am Fuße des Jenzig. In: Beiträge zur thüringischen und sächsischen Geschichte. Festschrift für Otto Dobenecker zum 70. Geburtstage am 2. April 1929. G. Fischer, Jena 1929, S. 1–16.